# Reign in Blood
Reign in Blood (englisch für „Herrschaft in Blut“) ist das dritte Studioalbum der US-amerikanischen Thrash-Metal-Band Slayer. Es gilt als eines der bedeutendsten Alben im extremen Metal und als Meilenstein seines Genres.
Das Album erschien am 7. Oktober 1986 bei dem auf Hip-Hop spezialisierten Label Def Jam. Aufgrund von Def Jams Vertriebspartnern Columbia und Geffen wurde es als erstes Album der Band bei einem Major-Label veröffentlicht. Allerdings trugen deren Bedenken aufgrund des drastischen Coverartworks und des drastischen Inhalts einiger Texte zu einer mehrmonatigen Verzögerung des Erscheinungstermins bei.
Die Musik auf Reign in Blood ist schneller, vom Hardcore beeinflusster Thrash Metal. Die Texte behandeln überwiegend menschliche Abgründe, Gewalt und Tod.

## Entstehung

### Neues Label
Bis 1985 waren alle Slayer-Veröffentlichungen bei dem Underground-Metal-Label Metal Blade Records erschienen. Im September 1985 besuchte Rick Rubin das New Music Seminar in New York City. Rubin leitete gemeinsam mit Russell Simmons das über Columbia Records vertreibende Hip-Hop-Label Def Jam und produzierte Künstler wie LL Cool J und Beastie Boys. Auf dem Festival dieses Abends stand jedoch kein Hip-Hop auf dem Programm, sondern Hardcore und Thrash Metal; es spielten Bad Brains, Megadeth und schließlich Slayer.

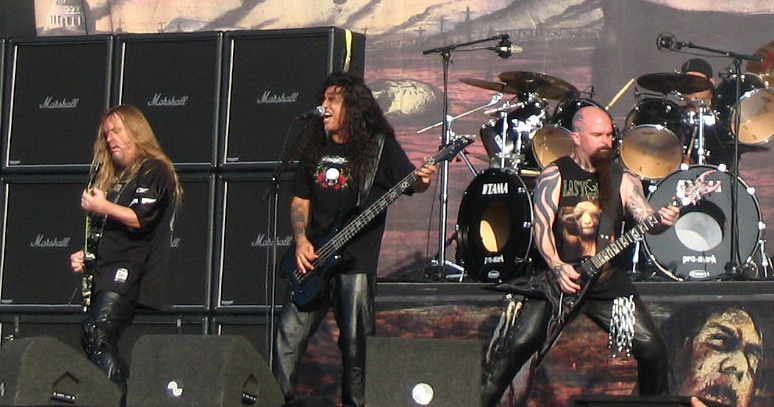
Slayer live im Juni 2007

“Slayer headlined. […] I don’t recall much of anything that night before Slayer. They totally annihilated. Clearly, no other band mattered that night at the Ritz.”

„Slayer war Headliner. […] Ich erinnere mich von dieser Nacht an kaum noch was vor Slayer. Sie vernichteten alles vollständig. In dieser Nacht im Ritz war eindeutig keine andere Band von Bedeutung.“

Rubin war begeistert und entschloss sich, die Band bei seinem Label unter Vertrag zu bringen. Wenige Wochen später, im November, spielte Slayer in Brooklyn, worauf Rubin nach der Show in den Backstage-Bereich ging und sich vorstellte. Da Bandmanager Brian Slagel auch Eigentümer von Metal Blade Records war, konnte ein von Rubin organisierter Anwalt Slayer wegen des Interessenskonflikts aus dem Vertrag holen;:S. 64. Rick Rubin und sein Hip-Hop-Label Def Jam unterschrieben einen Vertrag mit der Thrash-Metal-Band Slayer.

### Songwriting
Im Gegensatz zu späteren Veröffentlichungen waren für Reign in Blood Jeff Hanneman und Kerry King die alleinigen Songschreiber, wobei die beiden unterschiedlich vorgingen. Hanneman las Bücher über den Holocaust, hörte Musik der Dirty Rotten Imbeciles:S. 67. und diskutierte seine Ideen mit Araya, wenn er mit diesem von einer Party zur nächsten fuhr. King hingegen bevorzugte Ruhe und Ungestörtheit bei seiner Arbeit, wobei er nebenbei Horrorfilme wie Nightmare on Elm Street sah, die ihn beim Verfassen der Texte beeinflussten. Piece by Piece war das erste Lied aus Kings Feder, das später auf dem Album veröffentlicht wurde. Zwischendurch trafen sich die beiden Gitarristen in Arayas Garage, „The Club Horizon“ genannt, um gemeinsam an ihrem Material zu arbeiten. Bald hatten sie eine 90-minütige Demo mit Ideen erarbeitet, aus denen sie zehn Lieder zusammensetzten. Zu diesem Zeitpunkt gesellten sich auch Araya und Lombardo zu ihnen und halfen, das Material zu 33 Minuten noch ausschließlich instrumentaler Musik zu verarbeiten.

### Aufnahme
Im Januar 1986 begannen die Aufnahmen in dem kleinen Studio Hit City West in Los Angeles. Toningenieur war Andy Wallace, mit dem Rubin schon früher gearbeitet hatte. Die eigentliche Aufnahmephase dauerte drei Wochen, wobei mit dem Schlagzeug begonnen wurde. Jeden Tag kamen Lombardo und Rubin um etwa zwei Uhr in das Studio, um im Laufe des Tages bis zu zwanzig Takes:S. 71. einzuspielen. Gegen Ende der ersten Woche waren die Schlagzeugaufnahmen fertig.

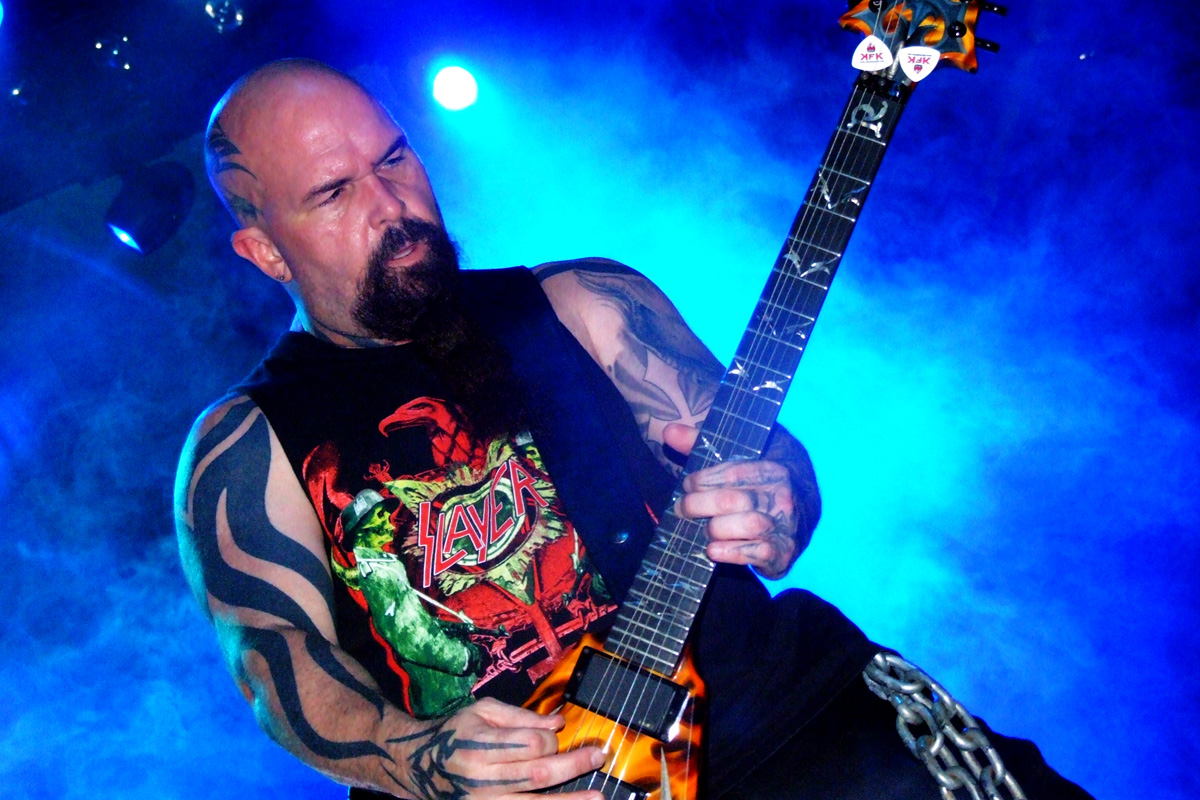
Kerry King 20 Jahre später, 2006

Im Gegensatz zu Dave Lombardo begannen die beiden Gitarristen selten vor 22 Uhr und arbeiteten meist die Nacht durch. Bei den Gitarrenaufnahmen gab es kleinere Unstimmigkeiten zwischen der Band und Rubin, der mehr Soli verlangte.:S. 75. Laut Hanneman hätte es, wäre es nach Rubin gegangen, zum Beispiel in Angel of Death keine Rhythmusgitarre gegeben, sondern nur eine Abfolge von Gitarrensoli und Arayas Stimme.
Auch der Einsatz von Nachhall war ein Streitthema; Hanneman wollte den Anfang von Jesus Saves damit verändern, während Rubin dies grundsätzlich ablehnte und ihm die – seiner Meinung nach tontechnisch negativen – Auswirkungen anhand einer Skizze zu veranschaulichen suchte. Dennoch bestand Hanneman auf einem Versuch; das Ergebnis überzeugte auch Rubin.:S. 76.
Schließlich wurden die Gesangsaufnahmen begonnen. Araya hatte bis dahin die Texte nicht gesehen; Raining Blood war noch nicht einmal abgeschlossen. Während Araya die ersten Lieder einsang, sollen die beiden Gitarristen noch an der fehlenden dritten Strophe des Liedes gearbeitet haben.
Weil die Musiker nach Abschluss der Aufnahmen noch Studiozeit zur Verfügung hatten, entschlossen sie sich, ihr erstes Lied Aggressive Perfector noch einmal aufzunehmen. Da sie mittlerweile das Stück schneller spielten, wollten sie hören, wie es nun wirken würde.:S. 80. Diese neue Version wurde als Bonustrack auf späteren Pressungen des Albums und einigen Singles veröffentlicht.
Anfang März flogen alle sechs Beteiligten nach New York City, um in den New Fresh Studios Abmischung und Mastering vorzunehmen. Dort entstand nach einer Idee Rick Rubins die Remix-Version von Criminally Insane, die auf späteren Veröffentlichungen als Bonus-Track zu finden ist. Es wurde der einzige Remix von Slayer.

“I didn’t not like it. But I liked it the way we did it [originally] better.”

„Es war nicht so, dass ich es nicht gemocht hätte. Aber ich mochte die Art, wie wir es [ursprünglich] gemacht hatten, mehr.“

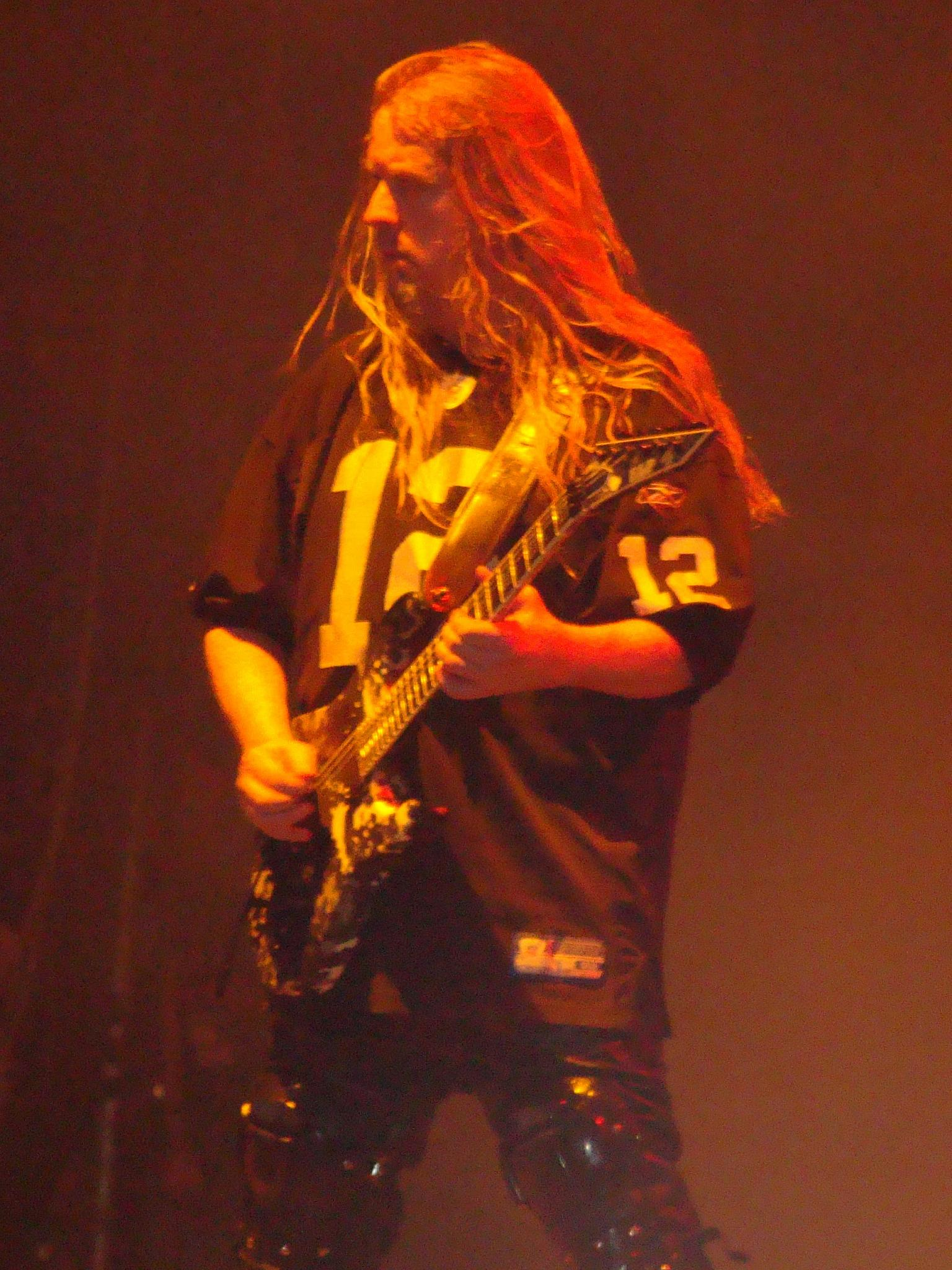
Jeff Hanneman, 2008

In New York überarbeiteten King und Hanneman noch einmal ihre Soli. Danach begann die Abmischung der bisherigen Aufnahmen. Erst hier fiel der Band auf, wie wenig Material sie hatte. Noch vor einigen Jahren waren Alben mit dreißig Minuten Länge noch durchaus üblich, aber mit Einführung der CD hatte sich das geändert.:S. 81 f. Metallicas eben erschienenes Album Master of Puppets dauerte fast eine Stunde und das letzte Anthrax-Album Spreading the Disease etwa 43 Minuten. Slayers Lieder waren zusammen nur dreiunddreißig Minuten lang und während des Abmischens wurden daraus neunundzwanzig.

“When we finished Reign in Blood, we had this meeting with Rubin, and he was like, ‘Do you realize how short this is?’ And we’re going, ‘Oh, fuck…’ And then we all collectively looked at each other and said, ‘So what?’”

„Nachdem wir fertig waren mit Reign in Blood, hatten wir dieses Treffen mit Rubin, und er sagte: ‚Ist euch aufgefallen, wie kurz es ist?‘ Und wir ‚Oh, verdammt …‘ Und dann haben wir uns alle angesehen und gesagt ‚Na und?‘“

Zum Schluss wurden noch Regen- und Donnergeräusche hinzugefügt, damit erreichte das Album seine endgültige Länge von 29:03 Minuten. Es war kurz genug, um auf der Kassetten-Version jeweils vollständig auf beiden Seiten Platz zu finden.

“I thought it was kinda neat that you had the whole record on one side of a cassette. [laughs] You could listen to it, flip it over, and play it again.”

„Ich fand es irgendwie toll, dass das gesamte Album auf eine Kassettenseite passte. [lacht] Du kannst es anhören, umdrehen und wieder abspielen.“

### Veröffentlichung

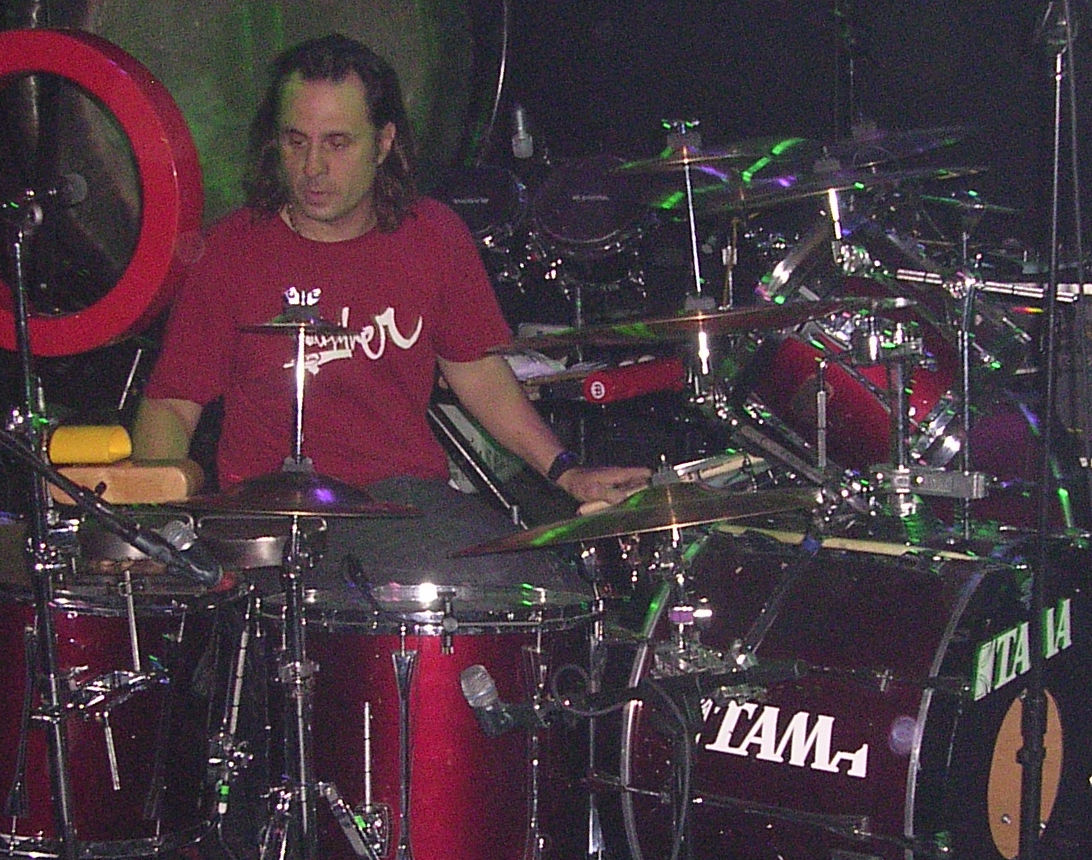
Dave Lombardo, 2007

Die Veröffentlichung von Reign in Blood war für Juli 1986 geplant, wobei Columbia Records als Partner von Def Jam den Vertrieb übernehmen sollte. Das Label war jedoch Metal gegenüber kritisch eingestellt, nachdem Ozzy Osbourne vor den Augen einiger Mitarbeiter einer Taube den Kopf abgebissen hatte und es in eine Klage wegen Teenager-Suiziden in Zusammenhang mit Liedtexten von Osbourne und Judas Priest verwickelt war.
Eine erste Rezension einer Vorabversion durch Rich Stim im Magazin Spin, in der dieser der Band auf Basis des Textes von Angel of Death vorwarf, aus dem Holocaust ein Comic-Drama zu machen, schlug bei Columbia Records große Wellen.:S. 91. Laut George Drakoulias, einem Mitarbeiter bei Def Jam, hörten sich die Verantwortlichen bei Columbia Records nur die ersten paar Worte an und taten das Lied danach als „Pro Nazi“ ab.:S. 91. Eine Metal-Band mit Namen Slayer (dt. Schlächter), deren Fanclub mit Namen Slaytanic Wehrmacht, der Text von Angel of Death und das extreme Albencover in Kombination mit dieser Rezension waren zu viel für das Label.:S. 91. Label-Präsident Walter Yetnikoff verwies darauf, dass alle seine Aktionäre Juden seien. Columbia Records verweigerte die Mitarbeit, das Unternehmen wollte Reign in Blood nicht veröffentlichen.:S. 92.
Rubin musste sich einen neuen Vertriebspartner suchen. Über seine frühere Kooperation mit Aerosmith hatte er John Kalodner kennengelernt, den A&R-Chef von Geffen Records. Dieser zeigte sich begeistert.

“I’ll put this record out right now. I don’t give a fuck. I don’t care. The band’s brilliant.”

„Ich werde dieses Album augenblicklich veröffentlichen. Es ist mir scheißegal. Die Band ist brillant.“

Drei Monate nach dem ursprünglich geplanten Termin erschien Reign in Blood am 7. Oktober 1986 bei Geffen Records, wobei es damals nicht in deren Katalog auftauchte, da die Vermarktung von Geffen-Partnerlabel WEA erledigt wurde. WEA International übernahm die Veröffentlichung für den europäischen Markt, im UK erschien es bei London Records. Die erste Auslieferung erfolgte in einer Auflage von 100.000 Stück.

### Tour
Slayer war mittlerweile bekannt genug, um nicht mehr in kleinen Clubs zu spielen. Rubin organisierte für sie einen eigenen Manager. Da Cliff Burnstein und Peter Mensch, seine erste Wahl, mit Metallica ausgelastet waren, empfahlen diese ihm den Tourmanager Rick Sales. Dieser hatte bereits unter anderem für Herbie Hancock, INXS, Blue Öyster Cult und Dokken gearbeitet und sollte bis heute als Manager von Slayer tätig bleiben. Seine erste Aufgabe wurde die Durchführung der Reign-in-Blood-Tour, mit der das neue Album beworben werden sollte. Als Support hatte sich die Band für die US-Tournee die Thrash-Metal-Band Overkill ausgewählt, in Europa begleitete sie Malice. Doch wie auch schon die Veröffentlichung lief auch die Tournee nicht ohne Schwierigkeiten ab.

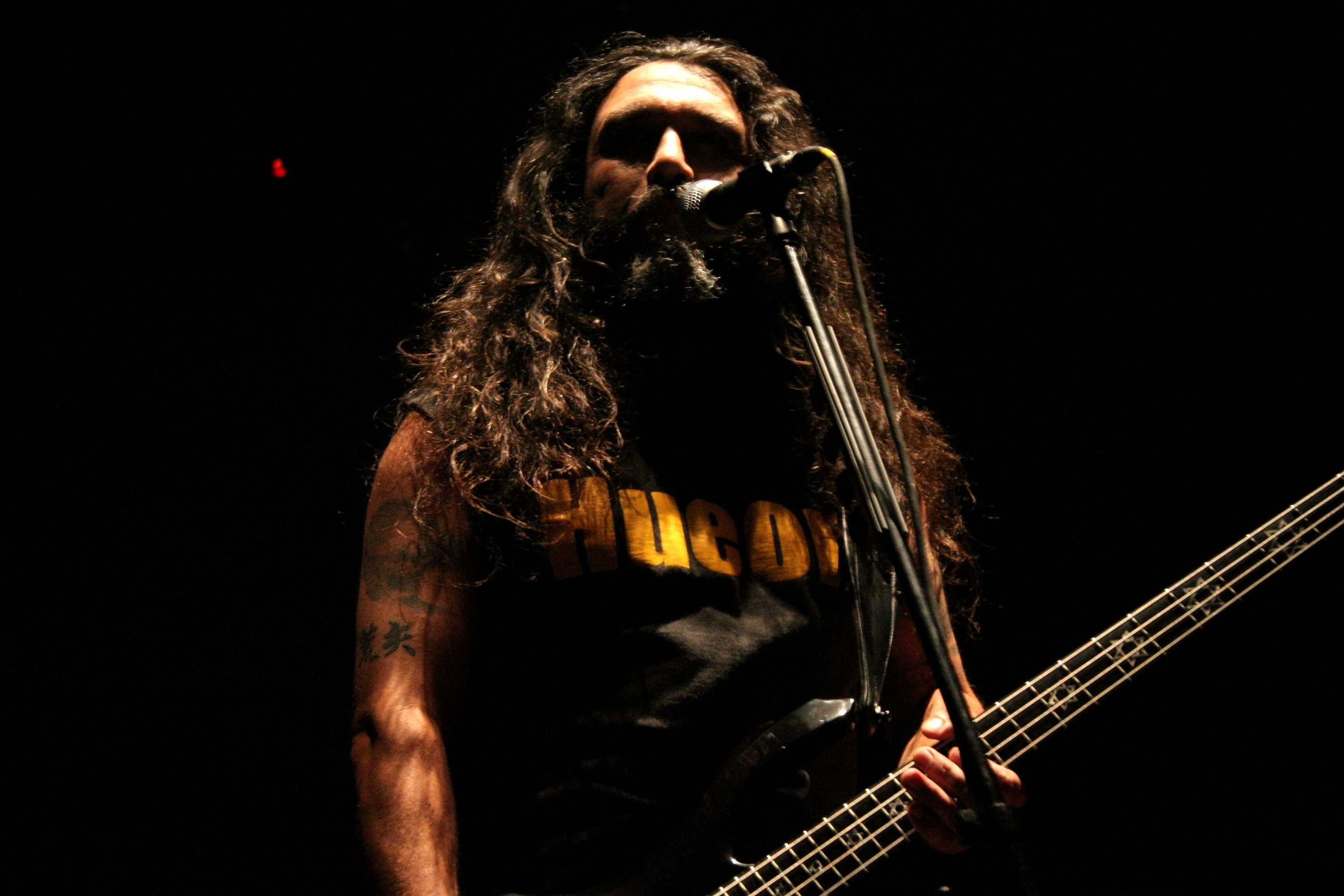
Tom Araya, 2006

Angeregt durch das im Vorjahr gegründete Parents Music Resource Center, demonstrierten religiöse Gruppen vor den Konzerten der Band. Tom Arayas Eltern erhielten regelmäßig Drohanrufe, deren Härte mit zunehmender Tourdauer zunahm. Schließlich kündigte der Anrufer an, Araya bei der kommenden Show im New Yorker Ritz zu töten. Seine Eltern, die die Anrufe bis dahin nur als belästigend empfunden hatten, begannen sich nun ernsthaft Sorgen zu machen und wandten sich an Manager Rick Sales. Dieser verschärfte sofort die Sicherheitsvorkehrungen: Konzertbesucher wurden abgetastet, in der Halle selbst war vermehrt Wachpersonal verteilt, im Fotograben fingen die Sicherheitsleute sämtliche Stagediver ab. Die Band selbst stieg über eine Feuerleiter an der Rückseite des Clubs in das Gebäude ein. Das Konzert lief jedoch ohne Zwischenfälle ab.
Auch bandintern gab es Reibereien. Dave Lombardo verließ nach einem Monat die Band, weshalb für die Tour Anfang 1987 im Vorprogramm von W.A.S.P. der Whiplash-Schlagzeuger Tony Scaglione eingesetzt wurde. Erst einige Monate später konnte Lombardo zu einer Rückkehr überredet werden.

## Stil

### Musik
Reign in Blood zeichnet sich durch hohes Tempo und eine als hart empfundene Musik aus (Hörbeispiel Angel of Deathⓘ). Als Einflüsse dienten neben anderen frühen Thrash-Metal-Veröffentlichungen hauptsächlich zeitgenössische Hardcore- und Hardcore-/Thrash-Metal-Crossover-Bands wie Suicidal Tendencies, Dirty Rotten Imbeciles und Stormtroopers of Death,:S. 67. teilweise auch Hip-Hop.:S. 66.
Nach dem mit viel Nachhall produzierten Hell Awaits verwendete die Band – insbesondere dank Rubins Einfluss – kaum Nachhall und sehr „trockene“ Mikrophon-Positionierung:

“I love dry, in-your-face aggressive rock, without tons of reverb […] So we recorded it: close miking of the drums, no echoing. The idea was to kind of let you feel like you were in a boxing match and just kept getting punched in the face.”

„Ich liebe trockenen, direkt aggressiven Rock ohne eine Unmenge von Nachhall […] So haben wir es aufgenommen: nahe Mikrofonierung beim Schlagzeug, kein Echo. Der Plan war, in etwa das Gefühl zu wecken, als wäre man bei einem Boxkampf und würde immer wieder ins Gesicht geschlagen.“

Auch ansonsten wurden wenig Effekte verwendet; die E-Gitarren wurden mit gängigen Pedaleffekten verfremdet, die Stimme von Araya mit Equalizer und einige seiner Schreie mit Nachhall bearbeitet.
In Bezug auf die Spieltechnik sind Palm Muting:S. 125. und Doublebass-Spiel:S. 117. hervorzuheben, da sie in der Geschwindigkeit eine Neuerung darstellten. Insbesondere ein Schlagzeug-Break in Angel of Death popularisierte das Doublebass-Spiel im Metal.:S. 118. Eine weitere besondere Technik ist die Verwendung von Flam taps bei Raining Blood. Dabei schlägt Dave Lombardo eine Standtom mit beiden Sticks; durch eine leichte Verzögerung zwischen den beiden Schlägen erreicht er einen besonders tiefen Klang, den Ferris charakterisiert als “Lucifer himself pounding on the gates of Hell” (deutsch: „Luzifer höchstpersönlich klopft an die Tore der Hölle“). Für den Remix von Criminally Insane, der auf späteren Ausgaben des Albums als Bonustrack veröffentlicht wurde, ergänzte die Band den Schlagzeug-Sound durch Samples:S. 81. – eine Technik, die im heutigen extremen Metal üblich ist.
Der Gesang ist häufig am Sprechrhythmus orientiert und kaum tonal. Betonung und Positionierung des Gesangs wurden teilweise von den Songwritern festgelegt, überwiegend aber während der Aufnahmen entwickelt.:S. 77. Obwohl der Gesang überwiegend nicht – wie im extremen Metal üblich – guttural ist, wird er dennoch als extrem und aggressiv empfunden,:S. 128. gleichzeitig ist der Text auch bei hohem Tempo verständlich.:S. 122.
Das Tempo ist sehr hoch – im Schnitt über 200 bpm – wechselt jedoch ebenso wie die Taktarten häufig.:S. 134. Slayer entfernte sich bei Songstrukturen deutlich von zeitgenössischen Metal-Werken und lehnte sich mehr am Hardcore an; während bei Metallicas Kill ’Em All Stücke mit einer Länge über sechs Minuten dominierten, erreichten auf Reign in Blood nur drei Stücke eine Länge von mehr als drei Minuten. Vom von zeitgenössischen Metalhörern erwarteten Songaufbau mit Strophe, Refrain und Solo wurde stark abgewichen; so wurde auf Refrains weitgehend verzichtet.:S. 82. Auch der Instrumentensatz war unüblich; die beiden Gitarrenstimmen sind gleichberechtigt und nicht in Rhythmus- und Lead-Stimme aufgeteilt,:S. 128. Schlagzeug und der nur selten herausstechende E-Bass werden kaum als Rhythmussektion wahrgenommen.
Auch die häufigen Gitarrensoli unterschieden sich deutlich von bisherigen Metalbands; sie waren deutlich kürzer und weniger auf Melodie ausgerichtet;:S. 128. der Rapper und Produzent Ill Bill nennt die Reign-in-Blood-Soli “Fucked-up serial-killer scribble-on-a-wall solos” (Ill Bill:S. 128., deutsch: „Abgefuckte Serienmörder-Gekritzel-an-der-Wand-Soli“). In der Spieltechnik orientierten sich die Gitarristen jedoch an gängigen Metal-Standards:S. 123. und verwendeten beispielsweise Tremolo,:S. 125. Tapping und Palm Muting.
Die Bandmitglieder waren zum Zeitpunkt des Songwritings kaum musiktheoretisch ausgebildet,:S. 121. die Musik ist nicht an Tonarten orientiert und ohne wesentliche kadenzharmonische Wendungen.:S. 134 f. Die melodischen Elemente entstammen überwiegend Molltonleitern, der Tritonus spielt eine hervorgehobene Rolle.

Gitarrenthema aus Raining Blood

Ein bekanntes Slayer-Thema ist die unisono vorgetragene E-Gitarrenstimme am Anfang von Raining Blood. Das Stück beginnt mit drei Trommelschlägen, die nach einer Pause mehrmals wiederholt werden. Daran schließt sich das Gitarrenthema an, das mit drei kurzen, tiefen, abgedämpft gespielten Es-Achteln die Schlagzeugstimme fortsetzt und ergänzt. Es folgt ein Es eine Oktav höher als Auftakt für das Hauptmotiv. Das A auf der dritten Zählzeit des ersten Taktes wird durch einen Tritonus-Sprung aufwärts erreicht, es folgen ein Sekundschritt auf- und abwärts. Das erreichte A schließt die Phrase ab und wird eine Zählzeit gehalten. Im zweiten Takt wird das Motiv zweimal real – also nicht tonartgetreu – um einen Halbton nach unten versetzt. Außerdem wird die Kleine Sekunde aufwärts durch eine Große Terz ersetzt. Die drei Durchgänge des Motivs stellen eine Sequenz dar. Das gesamte Thema wird dreimal wiederholt, bei den letzten beiden Durchgängen wird es von der zweiten Gitarre eine Quarte höher gespielt. Durch die Verwendung vieler dissonanter Intervalle erzeugt das Thema eine große Spannung.

### Texte
Sämtliche Lieder wurden von Jeff Hanneman und Kerry King verfasst. Tom Araya beteiligte sich erst ab dem nächsten Album South of Heaven am Songwriting. Beide Autoren beschäftigten sich ausschließlich mit Themen wie Mord, Angst und Satanismus; diese thematische Einschränkung war jedoch nicht bewusst gewählt:

“Don’t write about love, don’t write about happiness, don’t write about partying. Just write about bad stuff; it’s more interesting”

„Schreib nicht über Liebe, schreib nicht über Glücklichsein, schreib nicht über Partys. Schreib nur über die schlimmen Dinge; das ist interessanter“

Ein weiteres wesentliches Merkmal der Texte ist die Verwendung recht unüblicher und elaborierter Wörter wie “Disapprobation” (deutsch: „Missbilligung“). Die Textschreiber verwendeten Thesauri, um häufig verwendete Wörter zu ersetzen, deren Verwendung sie sich teilweise sogar verboten.:S. 131. Ferris schreibt: “Without watering it down, Slayer’s poetic touch made violence and bloodshed palatable” (D. X. Ferris in Reign in Blood:S. 136., deutsch: „Der poetische Stil machte Gewalt und Blutvergießen erträglich, ohne zu verwässern“).
Den Beginn stellt ein Lied über den KZ-Arzt Josef Mengele, der für seine Menschenversuche im KZ Auschwitz-Birkenau von seinen Opfern den Namen Angel of Death (dt. Todesengel) erhalten hatte. Sowohl Text als auch Musik wurden von Jeff Hanneman verfasst, dessen Vater auf Seiten der US Army im Zweiten Weltkrieg gekämpft und in seinem Sohn das Interesse am Nationalsozialismus geweckt hatte. Hanneman hatte kurz vor Entstehung des Albums zwei Bücher über Mengele erworben, wodurch das Thema für ihn aktuell war. Im Lied beschreibt er in drastischen Worten die Experimente, die Mengele an seinen Opfern durchgeführt hatte.

“Pumped with fluid, inside your brain / Pressure in your skull begins pushing through your eyes / Burning flesh, drips away / Test of heat burns your skin, your mind starts to boil / Frigid cold, cracks your limbs / How long can you last / In this frozen water burial? / Sewn together, joining heads / Just a matter of time / til you rip yourselves apart”

„Vollgepumpt mit Flüssigkeit, in deinem Hirn / Druck in deinem Schädel beginnt durch deine Augen zu drücken / Brennendes Fleisch, tropft ab / Ein Hitzetest verbrennt deine Haut, dein Verstand beginnt zu kochen / Eisige Kälte, sprengt deine Glieder / Wie lange kannst du es aushalten / In diesem Eiswasserbegräbnis? / Zusammengenäht, verbundene Köpfe / Es ist nur eine Frage der Zeit / Bis ihr euch selbst auseinanderreißt“

Der kontroverse Text erregte großes Aufsehen, da er Mengele nicht durchgehend als „Bösewicht“ darstellte. Slayer wurde als rassistisch abgetan, ungeachtet der jüdischen Herkunft des Produzenten Rick Rubin und des ethnischen Hintergrundes der Bandmitglieder Lombardo und Araya. Hanneman meinte zur Anschuldigung, den Nationalsozialismus zu verherrlichen, dass es eigentlich nicht notwendig sein sollte, das Offensichtliche auszuführen. Damit würde man diejenigen, die den Text lesen, für dumm erklären, als würden sie nicht wissen, dass Mengele ein schlechter Mensch war.:S. 114/115.
Mit Piece by Piece folgt das nächste Lied, das sich mit menschlichen Abgründen beschäftigt. Aus der Feder von Kerry King stammend, beschreibt es aus der Sicht eines Serienmörders dessen Taten. Zerstückelt, verwesend, präpariert, ist er umgeben von denen, die durch ihn das Zeitliche gesegnet haben.:S. 120.
Auch Necrophobic, eine Kollaboration von King und Hanneman, bleibt thematisch bei Menschenversuchen und dem Zerstückeln von Körpern.
Altar of Sacrifice ist von allen Liedern Slayers das mit den satanistischsten Tendenzen und beschreibt eine Menschenopferung. King beschreibt aus der Sicht eines Beobachters eine Szene, in der ein Hohepriester mit einem Dolch vor dem Altar wartet, während sich die in weiß gekleidete Jungfrau nähert. Es erfolgt ein Perspektivenwechsel, der Hohepriester erklärt seinem Opfer, was es zu erwarten hat. Danach wechselt die Perspektive zurück zum Beobachter, der sieht, wie dem Priester nach erfolgter Opferung teuflische Kräfte verliehen werden.:S. 124.
Jesus Saves schließt ohne jede Pause an seinen Vorgängertrack an. Es ist das einzige Lied auf Reign in Blood, das nicht von Tod, Sterben und Töten handelt. Komplett von Kerry King verfasst, stellt es eine Kritik gegen die christliche Religion und die Hörigkeit ihrer Anhänger dar.:S. 127.
Criminally Insane greift wieder das Thema Serienmörder auf. In diesem Fall wurde der Verbrecher bereits gefasst und weggesperrt. Nun plant er die Flucht, um weitermorden zu können.

“Branded in pain / Marked criminally insane / Locked away and kept restrained / Disapprobation, but what have I done / I have yet only just begun to take your fuckin’ life.”

„Gezeichnet in Schmerzen / Kriminell geisteskrank gekennzeichnet/ Weggesperrt und fixiert gehalten / Missbilligung, aber was hab ich getan / Ich habe doch gerade erst begonnen euer verdammtes Leben zu nehmen.“

Reborn ist vom Inhalt her ein ungewöhnlicher Song für Slayer, da er den Blickwinkel aus Sicht einer Frau einnimmt. Sie wurde als Hexe zum nur noch wenige Stunden entferntem Tod am Scheiterhaufen verurteilt. Sie erzählt nun darüber, wie wenig ihr der Tod bedeutet, da sie sicher wiedergeboren und sich dann rächen wird. Der Text stammt von Kerry King, wobei Tom Araya im Refrain die Wiederholung der Zeile I’ll see life again durch I will live again ersetzte.:S. 133.
Epidemic enthält eine gesellschaftskritische Unternote. Das Lied beschreibt eine Seuche, die die Menschheit beinahe komplett auslöscht, geht aber auch auf deren Ursache, die Armut, ein.:S. 133/134.
Im Laufe von Postmortem verliert ein vom Tod Besessener langsam seinen Verstand.:S. 136.
Raining Blood erzählt die Geschichte des Mannes auf dem Albencover, jenem mit dem Ziegenkopf. Dieser ist im Fegefeuer gefangen, nachdem er aus dem Himmel verstoßen wurde, und wartet auf seine Rache. Das „herabregnende Blut“ ist, laut King, das der Engel, nachdem er mit seinen Taten begonnen hat.:S. 139. Hanneman, der den Text verfasst hat, erzählt in einem Interview, dass seine erste Vision des Textes ganz anders aussah. Auch Raining Blood sollte von einem Mörder handeln, und zwar einem, der seine Freundin getötet hat. In dieser Nacht hatte es geregnet, und das letzte, was er sah, bevor er den Tatort verließ, war das Blut seines Opfers, das sich mit dem Regenwasser vermischte. Dieser Anblick verfolgt ihn so sehr, dass er den Verstand verliert und nun jedes Mal, wenn es regnet, Blut herabkommen sieht, woraufhin er immer wieder tötet.:S. 143/144.

### Artwork

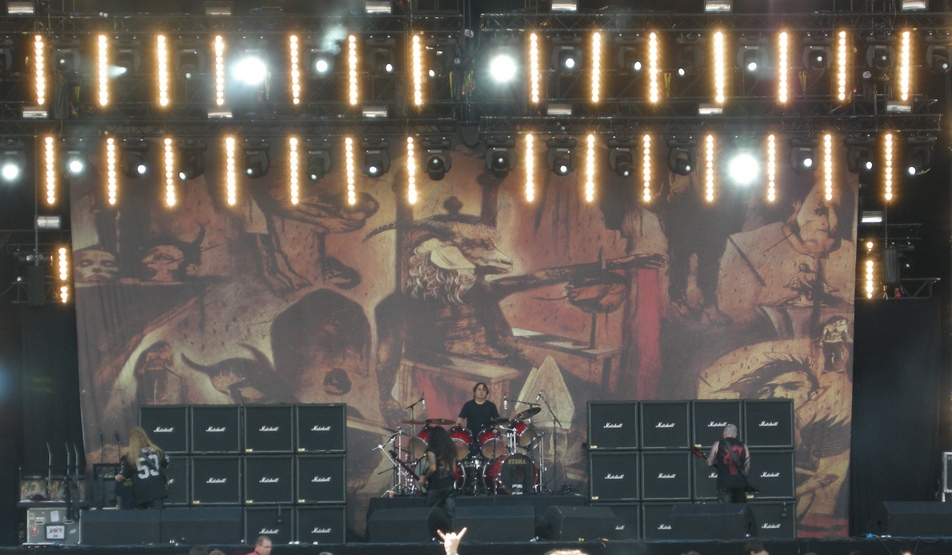
Slayer 2008; als Bühnendekoration wurde das RiB-Cover verwendet

Das Cover wurde von Larry W. Carroll entworfen, der sich seinen Lebensunterhalt mit düsteren politischen Illustrationen für The Progressive, The Village Voice und The New York Times und als Zeichenlehrer unter anderem am Pratt Institute verdiente. Durch das Hausieren mit einem Portfolio seiner Entwürfe hatte er auch Stephen Bryam, den Artdirector von Def Jam, kennengelernt. Im Frühjahr 1986 erhielt Carroll einen Anruf von Def Jam und traf sich daraufhin im Café Figaro in Greenwich Village mit Rick Rubin, der ihm eine Kassette mit den Liedern gab und eine einzige Vorgabe stellte: die Band wollte einen Ziegenkopf auf dem Cover.
Nachdem er die Lieder mehrmals angehört und sich religiöse Szenen angesehen hatte, ging Carroll an die Arbeit. Auf einem rund einen Meter großen quadratischen Hartkarton zeichnete Carroll mit Ölfarben eine Collage, die er wusch und dann lasierte. Der Entwurf zeigt eine Unterwelt-Szene, die in dunklen, überwiegend bronzefarbenen Tönen gehalten ist. Im Vordergrund sitzt eine dämonische Figur mit Ziegenkopf in einer Sänfte, getragen von drei Personen mit verbrannten Engelsflügeln, erigierten Penissen und gehörnten Häuptern, eine davon trägt zusätzlich eine Mitra. An die Wände im Hintergrund wurden mehrere Körper gespießt. Einer davon, rechts oben, hat noch erkennbare Gesichtszüge. Modell dafür war ein Bekannter von Carroll, der Maler Tom Dillon.:S. 83. Rechts davon sitzt auf einem Vorsprung eine kleine Figur, die Jesus Christus ähneln soll.:S. 86. Am Boden der Unterwelt fließt ein roter Strom, in dem nur mehr die Köpfe der Verdammten sichtbar sind. Das Slayer-Logo, ein Pentagramm aus Schwertern, und der Albumtitel in grauem Grotesk wurden erst später von Def Jam hinzugefügt.
Eine genaue Erklärung verweigert Larry Carroll, das Bild soll für Interpretationen offen sein.:S. 86. Kerry King erzählte dem Metal Hammer 1987, dass niemand in der Band das Cover mochte: “Some warped demented freak came up with the cover.” (Kerry King, deutsch: „Irgendein verdrehter verrückter Freak hat sich das Cover einfallen lassen.“) Im US-amerikanischen Heavy-Metal-Magazin Decibel berichtete Carroll, dass schließlich eines der Bandmitglieder den Entwurf seiner Mutter gezeigt hatte und diese es „abscheulich“ fand. Erst daraufhin entschloss sich Slayer, das Cover zu verwenden.
In der Ausgabe vom Juni 2006 stellte das US-amerikanische Musikmagazin Blender seine Top 10 der besten Heavy-Metal-Albencover aller Zeiten vor. Die nach Veröffentlichungsjahr sortierte Liste enthielt neben Sabbath Bloody Sabbath (1973) als ältestem und Mastodons Leviathan (2004) als jüngstem Album auch das Cover von Reign in Blood. Nach der Meinung der Autoren „zeige die Klasse und Substanz der Zeichnung mit ihrer chaotischen Cut-out-Technik und den dunklen, satten Farben bereits die Bedeutung, die das Album haben würde, obwohl es viel unheilvoller und klaustrophobisch wirke als die befreiende Geschwindigkeit der Musik“.
Auf der Rückseite des Covers befindet sich ein Foto, das die zum Entstehungszeitpunkt 20 bis 23 Jahre alten Bandmitglieder zeigt. Charly Rinne, der erste Chefredakteur des deutschsprachigen Metal Hammer, schoss es am 26. Mai 1985 Backstage beim belgischen Heavy-Sounds-Festival, wo Slayer den ersten Auftritt in Europa hatte.

## Titelliste
1. Angel of Death – 4:51 (Musik / Text: Hanneman)
2. Piece by Piece – 2:02 (Musik / Text: King)
3. Necrophobic – 1:40 (Musik / Text: Hanneman, King)
4. Altar of Sacrifice – 2:50 (Musik: King / Text: Hanneman)
5. Jesus Saves – 2:54 (Musik: King / Text: Hanneman, King)
6. Criminally Insane – 2:23 (Musik / Text: Hanneman, King)
7. Reborn – 2:11 (Musik: King / Text: Hanneman)
8. Epidemic – 2:23 (Musik: King / Text: Hanneman, King)
9. Postmortem – 3:27 (Musik / Text: Hanneman)
10. Raining Blood – 4:17 (Musik: Hanneman; King / Text: Hanneman)

Bonustracks der Wiederveröffentlichung
1. Aggressive Perfector – 2:30 (Musik / Text: Hanneman, King)
2. Criminally Insane (Remix) – 3:17 (Musik / Text: Hanneman, King)

## Rezeption
Als der Tonträger veröffentlicht wurde, waren die Metal-Medien durchwegs begeistert. Rock Hard vergab 9,5 von 10 möglichen Punkten, Kerrang verlieh dem heftigsten Album aller Zeiten ganze fünf „K“ („Kolossal!“) und nannte es „quälende doch gleichzeitig atemberaubend brillante achtundzwanzig Minuten des besten Thrash/Death/Hate/Speed Metal, den du voraussichtlich dieses Jahr zu hören bekommen wirst […] Reign in Blood ist Master of Puppets weit überlegen […] Die Töne, die Hanneman und King auf diesem [Album] aus ihren Gitarren bekommen, muss man gehört haben um sie zu glauben.“ (Kerrang! Oktober 2-15, 1986) Später erklärte das Magazin das Album zum „Top-Thrash-Album aller Zeiten“.:S. 101. Metal Forces bewertete Reign in Blood mit 97 %, 1987 bezeichnete das Magazin es als das „zweifelsohne außerordentlichste Thrash-Album, das bisher veröffentlicht wurde.“ Im November 1986 erklärte Don Kaye von Creem Close-Up, dass Slayer nun „die größte Metal-Band der Welt“ wäre, genau ein Jahr später wählte das Magazin Reign in Blood auf Platz 1 der 20 „besten Thrash-Alben aller Zeiten (bislang).“

„Jeder, der Reign in Blood nicht besitzt, hat keine Ahnung von der Geschichte des Metals. Es ist ein genre-definierender Meilenstein, ein unbarmherziger Angriff einiger der besten Metal-Riffs, die man sich ausdenken konnte.“

In den über 20 Jahren seit seiner Veröffentlichung entstehen immer noch neue Kritiken. Als 1991 Allmusic gegründet wurde, vergab Steve Huey die höchste Punktezahl für den „eiskalten Klassiker“. Metal.de sagte zu dem „Klassiker-Album“, dass „nie zuvor eine Band so brutal, so schnell, so böse und einfach nur so geil klang, wie die vier Amis von SLAYER auf dieser Scheibe. In diesen Punkten bei weitem ihre vorherigen Alben übertrumpfend, ist Reign In Blood von der ersten bis zur letzten Sekunde reine Zerstörung und Wut.“ Journalist Albert Mudrian meinte in der Wochenzeitschrift Seattle Weekly 2003, dass Slayer mit Reign in Blood den Heiligen Gral des Thrash Metal geschaffen hätten, Clay Jarvis vom Stylus nannte es einen „Genre-Definierer“ und das „größte Metal-Album aller Zeiten“.

“Reign in Blood, it’s a dogma. Slayer is a dogma. Reign in Blood is really top of the tops, definitely one of the best extreme metal albums ever. Not just thrash metal.”

„Reign in Blood, das ist ein Dogma. Slayer ist ein Dogma. Reign in Blood ist wirklich die Crème de la Crème, definitiv eines der besten Alben des extremen Metals überhaupt. Nicht nur des Thrash Metals.“

Auch das Spin-Magazin, in dem noch 1986 jene Kritik erschien, die der Band den ersten Vertriebspartner kostete, änderte seine Meinung. 2005 veröffentlichte es als Titelstory die Liste 100 Greatest Albums, 1985-2005 und setzte Reign in Blood auf Platz 67, wo es gemeinsam mit Master of Puppets auf Platz 59 die einzigen Metal-Alben in der gesamten Liste stellte. Vampster publizierte 2006 ein Special, das sich dem 20-Jahre-Jubiläum des „Meilensteins des Genres“ widmete. Der britische Metal Hammer verlieh dem Album 2006 bei den Golden Gods Awards die Auszeichnung des „Best Album Of The Last 20 Years“ (dt. Bestes Album der letzten 20 Jahre). Die Zeitschrift Q wählte es 2001 in ihre Liste der „50 Heaviest Albums of All Time“, und IGN setzte es auf Platz 7 der 25 besten Metalalben mit der Begründung, dass „dieses Album damals das bis dato schnellste Metalalbum gewesen sei. Es sei so bahnbrechend und einzigartig gewesen, dass es den Metal in Bereiche trug, die die meisten anderen noch immer nicht erreicht hätten. Obwohl ein eigenes Genre für Speed Metal aufgekommen ist, gäbe es keine einzige Band, die dieses Meisterwerk auch nur berühren könne.“ (T. Ed) Die RockHard-Redaktion verfasste in dem Buch Best of Rock & Metal eine Liste der 500 besten Metal- und Hardrock-Alben aller Zeiten und führte dabei Reign in Blood auf Platz 6. Auch Die Zeit erstellte eine Liste, in der Reign in Blood vertreten ist. In 100 Klassiker der Moderne präsentiert sich der Tonträger auf Platz 79. Journalist Matthias Schönebäumer meinte dazu, die Platte sei ein „Faustschlag, dessen Wucht kurzerhand ein ganzes Genre in Schutt und Asche legte“.
Reign in Blood inspirierte viele später ebenfalls erfolgreiche Musiker. Rapper Necro zählt es ebenso zu seinen Einflüssen wie Ektomorf-Sänger Zoltán Farkas, Cannibal-Corpse-Schlagzeuger Paul Mazurkiewicz, Chimaira-Sänger Mark Hunter oder Slipknot-Gitarrist James Root.

“Reign in Blood was the one album for everybody. Every song was an exciting song, and they definitely captured the essence of everything that thrash was about.”

„Reign in Blood war das eine Album für jedermann. Jedes Lied war ein aufregendes Lied, und sie haben definitiv die Essenz all dessen eingefangen, worum es im Thrash geht.“

Die Zeit nahm das Album 2007 in die Top 100 Klassiker der Moderne (Platz 79) auf.
"Ausufernde Verzierungen verbannte Rubin aus den Songs. Reign In Blood bedeutet musikalische Verdichtung auf engstem Raum: Mit nur knapp 28 Minuten Spielzeit ist das Album eines der kürzesten der Rockgeschichte. Epische Großtaten überließ man Bands wie Metallica, die zuvor das Album Master Of Puppets vorgelegt hatten. Dagegen galt es sich abzusetzen. Mit ihrer hochkomprimierten Intensität schlugen Slayer nicht nur die Brücke zwischen Thrash Metal und dem Vorläufer Hardcore Punk, sondern ließen erstmals Free-Jazz-ähnliche Texturen auf einer Metal-Platte hören."
Vor allem Dave Lombardos Schlagzeugspiel wurde hervorgehoben:
„Vor allem ist Reign In Blood eine große Schlagzeugplatte: Dave Lombardos Schnelligkeit und präziser Groove stehen im Zentrum dieses metallischen Gewitters, das sich am Schluss in einem gespenstischen Finale entlädt.“

## Kommerzieller Erfolg

### Chartplatzierungen
Obwohl Reign in Blood kein Airplay erhielt, wurde es die erste Veröffentlichung der Band, die es in die US-Billboard200-Charts schaffen sollte. Am 15. November 1986 stieg das Album auf Platz 127 ein und kletterte über die Plätze 114, 106, 99 und 98 aufwärts, bis es in der Woche des 20. Dezember 1986 seine Topposition auf Platz 94 erreicht hatte, auf der es drei Wochen blieb, bevor es nach insgesamt 18 Wochen wieder aus den US-Albencharts ausstieg. Auch in die Alben-Charts des Vereinigten Königreichs schaffte das Album mit Platz 47 den Einzug.

### Auszeichnungen für Musikverkäufe
Am 20. November 1992 wurde Reign in Blood von der RIAA für über 500.000 verkaufte Einheiten mit einer Goldenen Schallplatte ausgezeichnet. Da Rubin und die Band häufig den Vertriebspartner wechselten, gibt es keine genauen Verkaufszahlen. Manager Rick Sales schätzt jedoch, dass sich das Album weltweit über zwei Millionen Mal verkauft hat.:S. 100.
| Land/Region                  | Auszeichnungen für Musikverkäufe (Land/Region, Auszeichnung, Verkäufe) | Verkäufe |
| ---------------------------- | ---------------------------------------------------------------------- | -------- |
| Vereinigte Staaten (RIAA)    | Gold                                                                   | 500.000  |
| Vereinigtes Königreich (BPI) | Silber                                                                 | 60.000   |
| Insgesamt                    | 1× Silber · 1× Gold ·                                                  | 560.000  |

## Weiterverwendung

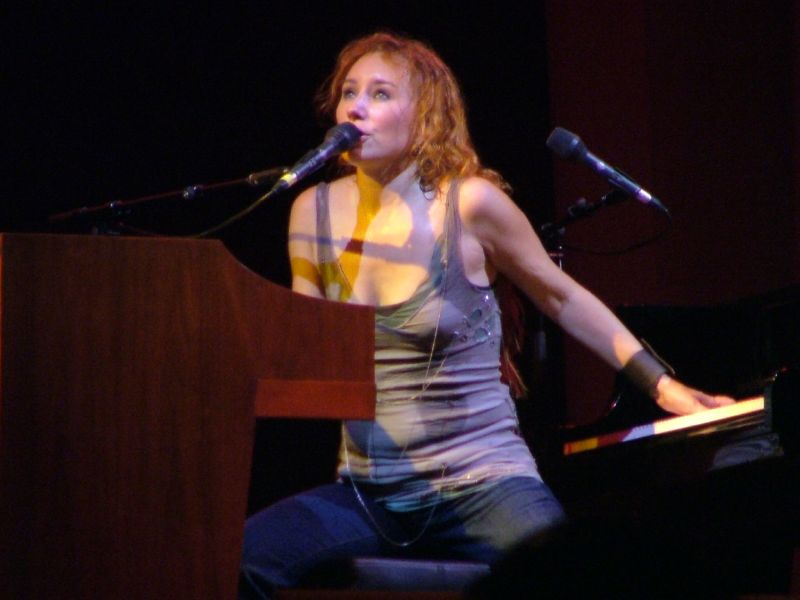
Tori Amos

Die Lieder von Reign in Blood wurden oft gecovert, Killick Erik Hinds spielte 2005 auf dem extra für ihn entworfenen Saiteninstrument H'arpeggione sogar das ganze Album neu ein. Das wohl außergewöhnlichste Cover von allen war jedoch Tori Amos’ Version von Raining Blood, die sie 2001 auf Strange Little Girls veröffentlichte.:S. 142.

“A musician that I work with was playing me Raining Blood, and I just saw the picture of this woman’s beautiful vulva bleeding over, into the mouths of the Taliban. And they needed to drink the blood of the dark goddess, who was so angered by their disrespect…. I think what [Slayer] do is brilliant.”

„Ein Musiker, mit dem ich arbeite, spielte mir Raining Blood vor, und dabei sah ich einfach dieses Bild einer Frau vor mir, deren schöne Vulva ausblutet, in die Münder der Taliban. Und sie mussten das Blut dieser dunklen Göttin trinken, die so verärgert über ihre Respektlosigkeit war … Ich denke, was Slayer macht, ist brillant.“

Kerry King fand Tori Amos Cover seltsam: „Ich brauchte eineinhalb Minuten um eine Stelle in dem Lied zu finden, von der ich wusste, wo sie war. Es ist so bizarr. Wenn sie es uns nicht gesagt hätte, hätten wir nie davon gewusst. Man hätte es uns vorspielen können und wir hätten es nicht erkannt.“ Auch Japanische Kampfhörspiele, Malevolent Creation, Chimaira, Vader und Mambo Kurt gehörten zu jenen, die Raining Blood coverten. Die gleichnamige Parodie der fränkischen Fun-Metal-Band J.B.O. hingegen vermischt den Stil Slayers mit dem Lied It’s Raining Men der Weather Girls. Ein zweiter Favorit vieler Bands ist Angel of Death, das unter anderem von Monstrosity und Apocalyptica neu aufgenommen wurde. Hurling Metal Records veröffentlichte 2006 ein Slayer-Tributealbum. Unter den 16 Liedern, die alle von argentinischen Bands eingespielt wurden, befanden sich Angel of Death, Necrophiliac, Postmortem und Raining Blood.
Auch Slayer selbst erstellte eine neue Version von Reign in Blood. Im Rahmen der Still-Reigning-Tour, bei der nur die Lieder ihres bekanntesten Albums auf dem Programm standen, wurde am 11. Juli 2004 beim Auftritt in Augusta (Maine) eine Live-DVD mitgeschnitten. Während der Präsentation von Raining Blood ergossen sich dabei aus einer Regenmaschine 200 Gallonen Kunstblut über die Band und ihre Ausrüstung, was letztere fast zerstörte.
Auch als Soundtrack fand Reign in Blood seinen Einsatz. Angel of Death wurde unter anderem in Gremlins 2, Jackass: The Movie, der Dokumentation Soundtrack to War und dem Videospiel Tony Hawk’s Project 8 verwendet, Raining Blood dient in der 127. Folge von South Park (Die Hippie, Die) zum Vertreiben von Hippies und untermalt das Computerspiel Grand Theft Auto: Vice City. Das Musikspiel Guitar Hero III: Legends of Rock führt Raining Blood in der vom Schwierigkeitsgrad her höchsten Gruppe unter dem Titel 8. Kämpfe um deine Seele.